# Cálculo lógico
El cálculo lógico, o derivación lógica, es un algoritmo o sistema lógico que permite inferir o deducir un enunciado verdadero a partir de otro u otros que se tienen como válidamente verdaderos.
La inferencia o deducción es una operación lógica que consiste en obtener un enunciado como -conclusión- a partir de otro -premisa- mediante la aplicación de reglas de inferencia.
Decimos que alguien infiere -o deduce- "T" de "R" si acepta que si "R" tiene valor de verdad V, entonces, necesariamente, "T" tiene valor de verdad V.
Las personas en nuestra tarea diaria, utilizamos constantemente el razonamiento deductivo; partimos de enunciados empíricos -supuestamente verdaderos y válidos- para concluir en otro enunciado que se deriva de aquellos. 
La lógica matemática, como ciencia formal, se ocupa de analizar y sistematizar las reglas que permiten la transformación de unos enunciados -premisas- en otros -conclusiones- con objeto de convertir las operaciones deductivas en un cálculo riguroso y eficaz.
Al aplicar las reglas de este cálculo lógico a los enunciados que forman un argumento, previa la simbolización adecuada de los enunciados en fórmulas o Expresiones bien formadas (EBF) construimos un modelo dentro de un sistema deductivo que, referido al lenguaje ordinario, llamamos de Cálculo de deducción natural.
La representación gráfica de los símbolos (constantes lógicas) no está normalizada, lo que lleva a veces a ciertas dificultades de interpretación.

## Sistematización de un cálculo

### Reglas de formación de fórmulas
I.- Una letra enunciativa (con o sin subíndice) es una EBF (Expresión Bien Formada - en inglés wff o sea «well- formed formula» que significa «fórmula bien formada»).
II.- Si A es una fórmula, ¬ A también lo es.
III.- Si A es una EBF y B también, (A /\ B); (A \/ B); (A → B); (A ↔ B) también lo son.
IV.- Ninguna expresión es una fórmula del Cálculo sino en virtud de I, II, III.
Nota: A, B,... con mayúsculas están utilizadas como metalenguaje en el que cada variable expresa cualquier proposición, atómica o molecular.
Nota: Para la definición como función lógica de ¬, /\, \/, →, y ↔, véase Tabla de valores de verdad
Reglas de transformación
R.T.1: Dada una tesis EBF del cálculo, en la que aparecen variables de enunciados, el resultado de sustituir una, algunas o todas esas variables por expresiones bien formadas (EBF) del cálculo, será también una tesis EBF del cálculo. Y ello con una única restricción, si bien muy importante: cada variable ha de ser sustituida siempre que aparece y siempre por el mismo sustituto.
Veamos el ejemplo:
| 1 | {\displaystyle \left[\left(p\land q\right)\lor r\right]\rightarrow t\lor s} | Regla de Transformación                                                                        |
| 2 | {\displaystyle A\lor r\rightarrow B}                                        | donde {\displaystyle A=\left(p\land q\right)} ; y donde {\displaystyle B=\left(t\lor s\right)} |
| 3 | {\displaystyle C\rightarrow B}                                              | donde {\displaystyle C=A\lor r}                                                                |

O viceversa
| 1 | {\displaystyle C\rightarrow B}                                              | Regla de Transformación                                                  |
| 2 | {\displaystyle A\lor r\rightarrow B}                                        | donde {\displaystyle A\lor r=C}                                          |
| 3 | {\displaystyle \left[\left(p\land q\right)\lor r\right]\rightarrow t\lor s} | donde {\displaystyle (p\land q)=A} ; y donde {\displaystyle (t\lor s)=B} |

Esta regla recibe el nombre de regla de sustitución
R.T.2: Si X es una tesis EBF del sistema y lo es también X --> Y, entonces Y es una tesis EBF del sistema.
Esta regla recibe el nombre de regla de separación
Sobre la base de estas dos reglas, siempre podremos reducir un argumento cualquiera a la forma:
{\displaystyle [A\land B\land C...\land N]\longrightarrow Y}
lo que constituye un esquema de inferencia en el que de la verdad de las premisas A, B, N y su producto, podemos obtener la conclusión Y.

## Concepto de modelo
Cuando en un Cálculo C, se establece una "correspondencia" de cada símbolo con elementos determinados individuales distinguibles entre sí, de un Universo L, real (tal universo L no es un conjunto vacío, por las mismas condiciones que hemos establecido), ENTONCES se dice que L es un MODELO de C.

## El lenguaje natural como modelo de un cálculo lógico
Naturalmente el cálculo lógico es útil porque puede tener aplicaciones. 
Pero ¿en qué consiste o cómo se hacen tales aplicaciones?
Para el cálculo de enunciados podemos considerar que el lenguaje natural es un modelo de C si podemos someterlo, es decir, aplicarle una correspondencia en C. Este proceso es lo que se llama formalización del lenguaje.
El lenguaje científico necesita "formalizar el lenguaje" a fin de evitar ambigüedades en las expresiones y en los contenidos semánticos de las palabras. 
Cuando es posible se llega a una formalización completamente sometida a reglas previamente establecidas, como se pretende en este caso, y los elementos que constituyen las Expresiones bien formadas (EBF)s del lenguaje natural se pueden sustituir por variables sin significado, sin contenido semántico alguno porque realizarían la misma función que cualquier expresión de la lengua que cumpla la función sintáctica de la expresión. Entonces podemos proceder como en un cálculo.
No siempre es posible, pero es, sería, el lenguaje ideal de la ciencia, porque evitaría la necesidad de "interpretación". No habría más que sustituir variables por variables lingüísticas y constantes por sus expresiones lingüísticas formalizadas. 
Es lo que se pretende en este apartado: someter las expresiones del lenguaje natural a unas variables simbólicas mediante unas reglas de simbolización: 

### Reglas de simbolización
Regla I.
Cada uno de los enunciados simples del lenguaje natural se sustituirá por variables proposicionales simbolizadas por letras minúsculas: p, q, r, s, t,.....
Regla II.
Las expresiones del lenguaje natural tales como "no", "no es cierto", "no es el caso que" "es falso", "es imposible" y todas aquellas que sean equivalentes, se sustituirán por el símbolo de negación lógica: ¬ 
Llueve: p; No llueve: ¬ p
Regla III.
Las expresiones del lenguaje natural tales como "y", "ni", "pero", "que", "mas", y todas las que sean equivalentes, se sustituyen por el símbolo de conjunción lógica: ∧
Llueve: p; Hace frío: q; Llueve y hace frío: p ∧ q; 
Regla IV.
Las expresiones del lenguaje natural tales como "o", "o...o", "bien...bien", "ya...ya", y sus equivalentes, se sustituyen por el símbolo de disyunción lógica: ∨ 
Llueve: p; Hace frío: q; O llueve o hace frío: p ∨ q
Regla V.
Las expresiones naturales tales como "si.... entonces", "luego...", "por tanto", "por consiguiente", "con tal que...", "se infiere", "se deduce" y sus equivalentes se sustituirán por el símbolo de implicación lógica o condicional material: →
Llueve: p; Hace frío: q; Si llueve entonces hace frío: p → q
Regla VI.
Las expresiones del lenguaje natural tales como "...si y solo si...", "...equivale a...", "...es igual a...", "vale por...", "...es lo mismo que...", y sus equivalentes se sustituirán por el símbolo bicondicional: ↔ 
Llueve: p; Hace frío: q; Llueve si y solo si hace frío: p ↔ q
Uso de paréntesis:
1.- No se utiliza paréntesis en aquellos casos en que los conectores afecten a enunciados simples o atómicos.
2.- Se utiliza paréntesis cuando el conector afecte a toda una conjunción, disyunción, condicional o bicondicional.
3.- Se utiliza el paréntesis en las expresiones conjuntivas y disyuntivas precedidas o seguidas de un condicionador o bicondicionador.
4.- Se utiliza el paréntesis en las expresiones que nos interese precisar la dominancia del conector, o bien porque los conectores posean la misma dominancia -como en el caso del conjuntor y del disyuntor que son idempotentes- o bien porque el sentido de la expresión exige la alteración de la dominancia de las conectivas fuertes -el condicionador y el bicondicionador que son las conectivas fuertes.

## Cadena deductiva
Es una secuencia finita de enunciados de los cuales uno, la conclusión, se sigue necesariamente de los anteriores. Cada enunciado que forma parte de una determinada cadena deductiva constituye una línea de derivación.
- Las distintas líneas de derivación se colocarán una debajo de otra numeradas correlativamente a partir del uno.
- Las líneas correspondientes a las premisas iniciales irán provistas de un guion que precederá al número que tengan asignado.
- Si la línea corresponde a una fórmula inferida, se indicará a su derecha la regla aplicada y las premisas o las líneas a las que se ha aplicado la regla.
| N.º línea | EBF        | Regla   | Líneas          |
| -1        | Premisa    |         |                 |
| -2        | Premisa    |         |                 |
| &         | EBF        | Regla S | línea €, 2      |
| $         | EBF        | Regla R | línea 1         |
| n-2       | EBF        | Regla X | líneas 1, $     |
| n-1       | EBF        | Regla T | líneas 2, (n-2) |
| n         | EBF        | Regla U | líneas &, (n-1) |
| Cierre    | Conclusión |         |                 |

### ¿De qué manera puede obtenerse la conclusión?
a) La conclusión puede obtenerse "directamente" aplicando reglas de inferencia sobre las premisas iniciales.
b) Cuando en el desarrollo de la derivación es necesario utilizar premisas adicionales (supuestos no contemplados en las premisas dadas), decimos que la derivación es "subordinada", esto es, la obtención de la conclusión se subordina a la utilización de tales supuestos.
c) En caso de que la conclusión no pueda obtenerse por los métodos ya reseñados, recurriremos a la derivación "indirecta" o de "reducción al absurdo".
Observaciones técnicas
- Las líneas de derivación que introducen provisionalmente supuestos no contemplados en las premisas iniciales, deberán llevar una señal en escuadra mirando hacia abajo. El significado de la señal es: "supongamos por el momento..."
| Línea n   | ┌ X | Significa que X es un supuesto provisional no contemplado en las premisas. |
| Línea n+1 | │   | Línea no utilizable fuera del supuesto.                                    |
| Líneas    | │   | Línea no utilizable fuera del supuesto.                                    |
| línea n+a | └ Y | Significa el cierre del supuesto y su cancelación                          |

- Los supuestos provisionales deberán ser cancelados antes de establecer la conclusión. Un supuesto provisional queda cancelado cuando, en una línea posterior de dicha derivación, se obtiene una fórmula tal que permite la deducción inmediata de otra fórmula que es independiente del referido supuesto. La cancelación de un supuesto se expresa cerrando la escuadra.
- La reducción al absurdo consiste en suponer como premisa provisional la negación de la fórmula que se pretende demostrar y obtener, mediante este supuesto, una contradicción. La consecuencia lógica será la negación del supuesto, es decir, la afirmación de la conclusión deseada.
- Todo supuesto provisional o las fórmulas de él derivadas incluidas dentro de las escuadras no podrán utilizarse después de la cancelación del supuesto como elementos de nuevas inferencias.

## Reglas del cálculo de deducción natural. Cálculo proposicional
En este cálculo la proposición lógica es considerada como un todo en su condición de poder ser V, verdadera, o F, falsa. 
Se distinguen las reglas primitivas y las derivadas. Las derivadas son producto de las primitivas, pero facilitan y reducen los pasos de la deducción. Asimismo las de reemplazo significan que una expresión puede ser sustituida directamente por su equivalente, a veces como definición. 

### Reglas primitivas
Las reglas primitivas son las siguientes:
Introducción del negador, demostración indirecta o absurdo I.N.
| ┌línea (n)    | A         | Supuesto provisional              |            |
| │             | -         | Líneas derivadas provisionales    |            |
| │             | -         | no utilizables fuera del supuesto |            |
| └ línea (n+a) | B /\ ¬ B  | Regla I.C, línea s, r             |            |
|               | _________ | Línea de cierre                   |            |
| Línea (n+a)+1 | ¬ A       | Regla I.N. líneas (n - n+a+1)     | Conclusión |

Eliminación del negador o Ex contradictione quodlibet ECQ
| línea n   | A       |                 | Fórmula de la cadena     |            |
| línea n+a | ¬A      |                 | Fórmula de la cadena     |            |
|           | _______ | Línea de cierre |                          |            |
|           | C       |                 | Regla E.N.,líneas n, n+a | Conclusión |

Resulta curiosa esta regla, pero es la que justifica argumentos tales como: "Si esto que dices es verdad, yo soy el Papa de Roma", que, son válidos aunque inútiles, pues se da por supuesta la falsedad de las premisas.
Por eso "ex contradictione quod libet", es decir, de una contradicción podemos concluir lo que queramos.
Introducción del conjuntor o producto: I.C.
| línea n   | A       |        | Fórmula de la cadena      |            |
| línea n+a | B       |        | Fórmula de la cadena      |            |
|           | _______ | Cierre |                           |            |
|           | A /\ B  |        | Regla I.C., líneas n, n+a | Conclusión |

Eliminación del conjuntor o simplificación: E.C.
| línea n | A /\ B    |        |                    |            |
|         | _________ | Cierre |                    |            |
|         | A         |        | Regla E.C. línea n | Conclusión |

Introducción del disyuntor o adición: I.D.
| línea n | A         |        | Fórmula de la cadena |  |            |
|         | _________ | Cierre |                      |  |            |
|         | A \/ B    |        | Regla I.D., línea n  |  | Conclusión |

Eliminación del disyuntor o casos: E.D.
| línea n         | A \/ B    |                                      |
| ┌línea (n+1)    | A         | Supuesto provisional                 |
| │               | -         | Líneas derivadas provisionales       |
| │               | -         | no utilizables fuera del supuesto    |
| └ línea (n+ b)  | C         | Regla X, línea s, r                  |
|                 |           |                                      |
| ┌línea (n+x)    | B         | Supuesto provisional                 |
| │               | -         | Líneas derivadas provisionales       |
| │               | -         | no utilizables fuera del supuesto    |
| └ línea (n+x)+a | C         | Regla T, línea t, r                  |
|                 | _________ | Cierre                               |
|                 | C         | Casos,líneas [(n+1-n+b),(n+x-n+x+a)] |

Introducción del implicador o teoría de la deducción I.I.
| ┌línea (n)    | A         | Supuesto provisional                   |
| │             | -         | Líneas derivadas provisionales         |
| │             | -         | no utilizables fuera del supuesto      |
| └ línea (n+a) | B         | Regla X, línea s, r                    |
|               | _________ | Cierre                                 |
| Línea (n+b)+1 | A → B     | Regla I.I. líneas (n+1-n+b),conclusión |

Eliminación del implicador o Modus ponens E.I.
| línea n   | A → B     |        | Fórmula de la cadena      |            |
| línea n+a | A         |        | Fórmula de la cadena      |            |
|           | _________ | Cierre |                           |            |
|           | B         |        | Regla E.I., líneas n, n+a | Conclusión |

### Reglas derivadas
Algunas de las reglas derivadas más utilizadas:
Silogismo hipotético o Transitividad del condicional S.H.
| línea n   | A → B     |                 | Fórmula de la cadena      |            |
| línea n+a | B → C     |                 | Fórmula de la cadena      |            |
|           | _________ | Línea de cierre |                           |            |
|           | A → C     |                 | Regla S.H., líneas n, n+a | Conclusión |

Silogismo disyuntivo o inferencia de la alternativa S.D.
| línea n   | A ∨ B     |                 | Fórmula de la cadena      |            |
| línea n+a | ¬ A       |                 | Fórmula de la cadena      |            |
|           | _________ | Línea de cierre |                           |            |
|           | B         |                 | Regla S.D., líneas n, n+a | Conclusión |

Modus tollens M.T.
| línea n   | A → B     |                 | Fórmula de la cadena      |            |
| línea n+a | ¬ B       |                 | Fórmula de la cadena      |            |
|           | _________ | Línea de cierre |                           |            |
|           | ¬ A       |                 | Regla M.T., líneas n, n+a | Conclusión |

### Reglas de Reemplazo
En las que las líneas de cierre son dobles indicando que ambas fórmulas son equivalentes, es decir, pueden sustituirse directamente una por otra puesto que su conexión es un bicondicional

#### Leyes de De Morgan
| línea n | ¬(A /\ B)    |                       | Fórmula de la cadena            |            |
|         | ============ | Doble línea de cierre |                                 |            |
|         | (¬ A \/ ¬ B) |                       | Regla de De Morgan 1., línea n. | Conclusión |

| línea n | ¬(A \/ B)    |                       | Fórmula de la cadena            |            |
|         | ============ | Doble línea de cierre |                                 |            |
|         | (¬ A /\ ¬ B) |                       | Regla de De Morgan 2., línea n. | Conclusión |

Conmutación de la conjunción
| línea n | A /\ B       |                       | Fórmula de la cadena                 |            |
|         | ============ | Doble línea de cierre |                                      |            |
|         | B /\ A       |                       | Conmutación conjunción CC., línea n. | Conclusión |

Conmutación de la disyunción
| línea n | A \/ B       |                       | Fórmula de la cadena                 |            |
|         | ============ | Doble línea de cierre |                                      |            |
|         | B \/ A       |                       | Conmutación disyunción CD., línea n. | Conclusión |

Asociativa de la conjunción AC.'
| línea n | [A /\ (B /\ C)] |                       | Fórmula de la cadena                |            |
|         | ============    | Doble línea de cierre |                                     |            |
|         | [(A /\ B) /\ C] |                       | Asociativa conjunción AC., línea n. | Conclusión |

Asociativa de la disyunción AD.
| línea n | [A \/ (B \/ C)] |                       | Fórmula de la cadena                |            |
|         | ============    | Doble línea de cierre |                                     |            |
|         | [(A \/ B) \/ C] |                       | Asociativa disyunción AD., línea n. | Conclusión |

Distributiva de la conjunción
| línea n | [A /\ (B \/ C)]        |                       | Fórmula de la cadena                        |            |
|         | ============           | Doble línea de cierre |                                             |            |
|         | [(A /\ B) \/ (A /\ C)] |                       | Distributiva de la conjunción DC., línea n. | Conclusión |

Distributiva de la disyunción
| línea n | [A \/ (B /\ C)]        |                       | Fórmula de la cadena                         |            |
|         | ============           | Doble línea de cierre |                                              |            |
|         | [(A \/ B) /\ (A \/ C)] |                       | Distributiva de la disyunción DD., líneas n. | Conclusión |

Doble negación
| línea n | ¬¬A          |                       | Fórmula de la cadena         |            |
|         | ============ | Doble línea de cierre |                              |            |
|         | A            |                       | Doble negación DN., línea n. | Conclusión |

Transposición
| línea n | (A → B)      |                       | Fórmula de la cadena     |            |
|         | ============ | Doble línea de cierre |                          |            |
|         | (¬B → ¬A)    |                       | Transposición., línea n. | Conclusión |

Definición del implicador
| línea n | A → B        |                       | Fórmula de la cadena        |            |
|         | ============ | Doble línea de cierre |                             |            |
|         | ¬A \/ B      |                       | Implicación, Imp., línea n. | Conclusión |

Equivalencia 1
| línea n | A ↔ B               |                       | Fórmula de la cadena      |            |
|         | ============        | Doble línea de cierre |                           |            |
|         | [(A → B) /\ (B → A) |                       | Equivalencia 1., línea n. | Conclusión |

Equivalencia 2
| línea n | A ↔ B                   |                       | Fórmula de la cadena      |            |
|         | ============            | Doble línea de cierre |                           |            |
|         | [(A /\ B) \/ (¬A /\ ¬B) |                       | Equivalencia 2., línea n. | Conclusión |

Exportación
| línea n | [(A /\ B) → C] |                       | Fórmula de la cadena        |            |
|         | ============   | Doble línea de cierre |                             |            |
|         | [A → (B → C)]  |                       | Exportación. Exp., línea n, | Conclusión |

´
Identidad
| línea n | A            |                       | Fórmula de la cadena |            |
|         | ============ | Doble línea de cierre |                      |            |
|         | A            |                       | Identidad, línea n,  | Conclusión |

Tautología
| línea n | A            |                       | Fórmula de la cadena        |            |
|         | ============ | Doble línea de cierre |                             |            |
|         | (A \/ A)     |                       | Exportación. Exp., línea n. | Conclusión |

### Cálculo comológica de clases
La lógica de clases considera la proposición considerando la pertenencia o no pertenencia de un elemento o individuo a una determinada clase. Es la interpretación de una proposición o enunciado lingüístico bajo la formalización de la teoría de conjuntos.
Por clase se entiende un conjunto de individuos que tienen una propiedad común. Nótese que la propiedad define a la clase, no al individuo, lo que lo diferencia esencialmente de la lógica de predicados. En este caso, por tanto, el valor de verdad viene dado por la pertenencia o no pertenencia a una clase. Por ello, la tabla de valores de verdad se explicita como tablas de pertenencia.
Así, no es lo mismo decir: "Hs = Sócrates es un hombre" (donde atribuimos una cualidad que atañe al ser mismo de Sócrates), que decir: "S {\displaystyle \in } H  = Sócrates pertenece a la clase de los hombres."
La clase tiene sentido aun cuando no existan individuos. Así, la clase hombre, como concepto de hombre, existe aunque no existan los hombres. De la misma forma que existe el concepto de "caballos con alas", aun cuando no existan pegasos.
Actualmente la lógica llamada tradicional, silogística, se interpreta como lógica de clases. 

#### Elementos y su simbolización

Clase vacío

Clase universal

- Universo:  es la clase de todas las clases, de todos los elementos del universo que estemos considerando. Se la llama clase universal. U
- Clase vacía: clase que no tiene ningún elemento : Ø
- Individuos:   {\displaystyle x_{2}x_{3}....x_{n}}
- Clase: conjunto de individuos que tienen una propiedad en común. Puede significarse de varias maneras:

A =  {\displaystyle (x_{1},x_{2},x_{3}....x_{n})} - Por enumeración
A =  (Todos los nacidos en Asturias) - Por definición de una propiedad
A =  {\displaystyle \bigwedge x} ( x/ nacido en Asturias) - Por un función proposicional cuantificada
- Pertenencia: {\displaystyle \in }        No pertenencia:  {\displaystyle \notin }
- Generalizador:    {\displaystyle \bigwedge x}  Todo x.[4]
- Particularizador:   {\displaystyle \bigvee x} Algún x.[5]
- Conectivas :   {\displaystyle \land ,\vee ,\rightarrow ,\leftrightarrow } - Definidas de igual forma que en la lógica de enunciados relativas a la pertenencia o no pertenencia de un individuo a una clase.
- La negación se define como una operación entre las clases, la clase complementaria.

#### Operaciones entre las clases y su simbolización
a) Clase complementaria: clase complementaria de una clase A es la clase formada por todos los elementos que no pertenecen a esa clase A.
{\displaystyle A=\bigwedge x(x\in A)}
{\displaystyle {\bar {A}}=\bigwedge x(x\notin A)}    Observemos que equivale a la negación.
b) Clase unión o unión de clases: la clase unión de dos clases A y B es la clase formada por los elementos que pertenecen a una o a otra clase.
A = {\displaystyle \bigwedge x(x\in A)}
B = {\displaystyle \bigwedge x(x\in B)}
{\displaystyle A\cup B} = {\displaystyle \bigwedge x(x\in A\lor x\in B)}
Observamos que equivale a la disyunción.
b)Intersección de clases o clase intersección: clase intersección de dos clases A y B es la clase formada por los elementos que pertenecen a una y a otra clase.
A = {\displaystyle \bigwedge x(x\in A)}
B = {\displaystyle \bigwedge x(x\in B)}
{\displaystyle A\cap B} = {\displaystyle \bigwedge x(x\in A\land x\in B)}
Observamos que equivale a la conjunción.
c)Diferencia: clase diferencia es la clase formada por los elementos de A que no pertenecen a B.
A = {\displaystyle \bigwedge x(x\in A)}
B = {\displaystyle \bigwedge x(x\in B)}
{\displaystyle A-B=A\cap {\overline {B}}} = {\displaystyle \bigwedge x(x\in A\land x\in {\overline {B}})}

#### Relaciones entre las clases
a) Identidad o equivalencia:   puede suceder que todos los miembros de una clase lo sean también de otra, y viceversa. Por ejemplo:
{\displaystyle A=\bigwedge x(x\in A)}; 
{\displaystyle B=\bigwedge x(x\in B)}
{\displaystyle A=B};    {\displaystyle def.\bigwedge x(x\in A\leftrightarrow x\in B)}
A = Todos los niños que tienen un año de edad.
B = Todos los niños nacidos hace un año.
Pongamos atención en que la equivalencia se refiere a la extensión de los individuos que pertenecen a la clase, pero formalmente la propiedad que la define puede ser diversa. Por ello tiene sentido decir A = B como clases diferentes, pero equivalentes.
b) Inclusión:  cuando todos los miembros de una clase pertenecen a otra
{\displaystyle A=\bigwedge x(x\in A)}; 
{\displaystyle B=\bigwedge x(x\in B)}
{\displaystyle A\subseteq B};  {\displaystyle def.\bigwedge x(x\in A\rightarrow x\in B)}
c) Disyunción: cuando ningún elemento de B pertenece a A, ni ningún elemento de A pertenece a B.
{\displaystyle A=\bigwedge x(x\in A)};
{\displaystyle B=\bigwedge x(x\in B)}
{\displaystyle A|B};    {\displaystyle def.\bigwedge x(x\in A\rightarrow x\notin B)\land (x\in B\rightarrow \notin A)};    {\displaystyle A|B=A\subseteq {\bar {B}}}

#### Proposiciones tipo
La clásica clasificación aristotélica:
Tipo A: todos los S son P. "Todos los hombres son mortales", se interpreta como:
{\displaystyle \bigwedge x(x\in S\to x\in P)\leftrightarrow \quad S\subset P}
Tipo E: ningún S es P. "Ningún hombre es mortal", se interpreta como:
{\displaystyle \bigwedge x(x\in S\to x\notin P)} {\displaystyle \leftrightarrow } {\displaystyle S\subset {\bar {P}}}
Tipo I: algún S es P. "Algún hombre es mortal", se interpreta como
{\displaystyle \bigvee x(x\in S\land x\in P)} {\displaystyle \leftrightarrow } {\displaystyle S\cap P}
Tipo O: algún S es No-P. ´"Algún hombre no es mortal", se interpreta como
{\displaystyle \bigvee x(x\in S\land x\notin P)} {\displaystyle \leftrightarrow } {\displaystyle \lnot (S\subset P)}

#### Reglas del cálculo de clases
Como leyes lógicas, es decir tautologías que se pueden comprobar mediante tablas de pertenencia, se estableces algunas reglas que resultan útiles para los algoritmos de cálculo de deducción de proposiciones:
Leyes asociativas:
{\displaystyle A\cup (B\cup C)=(A\cup B)\cup C}
{\displaystyle A\cap (B\cap C)=(A\cap B)\cap C}
Leyes conmutativas:
{\displaystyle A\cup B=B\cup A}
{\displaystyle A\cap B=B\cap A}
Leyes distributivas:
{\displaystyle A\cup (B\cap C)=(A\cup B)\cap (A\cup C)}
{\displaystyle A\cap {(B\cup C)}=(A\cap {B})\cup {(A\cap {C})}}
Ley de involución:
{\displaystyle {\overline {\overline {A}}}=A}
Leyes de De Morgan:
{\displaystyle {\overline {(A\cup B)}}={\overline {A}}\cap {\overline {B}}}
{\displaystyle {\overline {(A\cap B)}}={\overline {A}}\cup {\overline {B}}}
Leyes de absorción:
{\displaystyle A\cup (A\cap B)=A}
{\displaystyle A\cap (A\cup B)=A}
Ley de contraposición:
{\displaystyle A\subset B\leftrightarrow {\overline {B}}\subset {\overline {A}}}
Ley de la transitividad:
{\displaystyle {\big [}(A\subset B)\wedge (B\subset C){\big ]}\to (A\subset C)}
Junto con estas leyes específicas se mantienen las mismas reglas del cálculo de enunciados, en las relaciones de unas proposiciones con otras.

## Reglas del cálculo cuantificacional. Cálculo de predicados
Cuando el argumento no se fundamenta en las relaciones conectivas entre las proposiciones como un todo, sino en el análisis de las proposiciones, se hace necesario la ampliación del cálculo lógico como son, ahora, las reglas de cuantificación, para el cálculo cuantificacional.
La cuantificación permite explicitar el ámbito de aplicación de un predicado a un sujeto o conjunto de sujetos. Por lo que el cálculo según este modo de análisis de la proposición se conoce como “cálculo de predicados”.

### Reglas de simbolización
La expresión {\displaystyle Px} denota cualquier proposición o función proposicional. 
Siendo {\displaystyle P} un predicado que se aplica a una variable individual {\displaystyle x}.
{\displaystyle P} = ser cuadrado;     {\displaystyle x} = cualquier cosa;      {\displaystyle Px} = cualquier cosa cuadrada
Una función proposicional sin cuantificación alguna no puede tener valor de verdad V o falsedad F y no es, por tanto, una proposición.
La expresión {\displaystyle Pa} denota la ocurrencia de {\displaystyle Px} en {\displaystyle a}. Siendo a, b, c, d, e….  constantes individuales. 
{\displaystyle P} = ser cuadrado;    {\displaystyle a} = esta mesa;      {\displaystyle Pa} = Esta mesa es cuadrada 
En este caso {\displaystyle Pa} es una proposición singular, en que {\displaystyle x} = {\displaystyle a}, y {\displaystyle Pa} puede tener valor V o F.
Una proposición no puede tener ocurrencias libres, variables sin cuantificar, para poder tener valor V o F.
La sustitución de una variable {\displaystyle x} en una función proposicional {\displaystyle Px} ha de hacerse bajo la condición de que la variable {\displaystyle w}, como variable de individuos, debe estar libre en {\displaystyle Pw} en todos los lugares en que {\displaystyle x} ocurre libre en {\displaystyle Px}. (Si {\displaystyle Px} no contiene ocurrencias libres de {\displaystyle x}, entonces {\displaystyle Px} y {\displaystyle Pw} son idénticas; {\displaystyle x} y {\displaystyle w} son lo mismo).
Una ocurrencia libre es la ocurrencia de una variable {\displaystyle u}, {\displaystyle v}, {\displaystyle x}, {\displaystyle z}, etc. no sometida al alcance de un cuantificador universal o existencial.
Por ejemplo:
Sustituyendo la variable {\displaystyle x} = ser una rueda, por la variable {\displaystyle y} = ser una rueda de bicicleta, respecto al predicado {\displaystyle P} = ser redondo, cuando el universo, o contexto de que se trata es el de las bicicletas:
{\displaystyle Px\leftrightarrow Py}    y por tanto    {\displaystyle x} = {\displaystyle y}

### Cuantificadores
{\displaystyle \bigwedge }  Generalizador Universal
Es el resultado del producto de a /\ b /\ c /\ d /\ e /\ f……....  en todas las ocurrencias posibles de x. Equivale a “Todos los posibles x”
{\displaystyle \bigvee }  Particularizador existencial
Es el resultado de la adición  a \/ b \/ c \/ d \/ e \/ f..... en todas las ocurrencias posibles de x.  Equivale  “Existen algunos, o al menos un individuo que verifica Px.
Instanciación
Sustituyendo en una función proposicional las variables de individuos x, y, z,... por constantes a, b, c..... como individuos: Pedro, Juan, este libro, etc.
Ejemplos:
P = Ser cuadrado      x = cualquier cosa      a = esta mesa
{\displaystyle \bigwedge }x Px = Para todo x, para cualquier x, x es cuadrado
{\displaystyle \bigvee }x Px = Para algún x, se da Px. Existe al menos un x tal que x es cuadrado
Px = Ser cuadrado Pa = Esta mesa es cuadrada

### Clases de proposiciones
Singulares:
Ma Siendo M = ser mortal a = Antonio Ma ↔ Antonio es mortal
Generales:
Siendo:
P = Ser hombre M = Ser mortal      x = variable individual, cualquier individuo
{\displaystyle \bigwedge }x (Px → Mx)      Para todo x si Px entonces Mx  ↔  Todos los hombres son mortales
{\displaystyle \bigvee }x (Px /\ Mx)      Existe algún x para el que Px /\ Mx  ↔  Algún hombre es mortal
{\displaystyle \bigwedge }x (Px →  ¬Mx)      Para todo x si Px  entonces ¬Mx ↔  Ningún hombre es mortal
{\displaystyle \bigvee }x (Px /\  ¬Mx)      Existe algún x  tal que Px /\ ¬Mx  ↔  Algún hombre no es mortal
Proposiciones múltiplemente generales:
Enunciados compuestos cuyos componentes son proposiciones generales con más de una variable de individuos y/o con proposiciones singulares.
Sea el caso de la proposición:
{\displaystyle \bigwedge }x (Px → Lx)] → Ld      Que podría equivaler a: Si todos los perros ladran, entonces Desko (mi perro) ladra.
Si fuera el caso {\displaystyle \bigwedge }x (Px → Lx) → Ly
Px y Lx, son ocurrencias ligadas, sometidas al alcance de un cuantificador. 
Ly en cambio es una ocurrencia libre, y por eso puede sustituirse por otra variable o por una constante, como Ld.

### Reglas del cálculo cuantificacional
Además de todas las reglas referidas a las proposiciones como un todo, se tienen las siguientes:
Instanciación Universal. I.U.
| Línea n   | /\xPx     |                          |
|           | ¯¯¯¯¯¯¯¯¯ | línea de cierre          |
| Línea n+a | Py        | U.I. línea n. Conclusión |

Generalización existencial. E.G.
| Línea n   | Py           |                 |                          |
|           | ¯¯¯¯¯¯¯¯¯¯¯¯ | línea de cierre |                          |
| Línea n+a | \/xPx        |                 | E.G. línea n. Conclusión |

Instanciación existencial. I.E.
| línea n       | \/xPx  |                                   |            |
| ┌línea (n+1)  | Py     | Supuesto provisional              |            |
| │             |        | Líneas derivadas provisionales    |            |
| │             |        | no utilizables fuera del supuesto |            |
| └ línea (n+a) | p      | Regla &&, línea s, r              |            |
|               | ______ | Línea de cierre                   |            |
| Línea (n+a)+1 | p      | Regla E.I. líneas (n - n+a+1)     | Conclusión |

Con la condición de que y sea una variable que no ocurre libre ni en p ni en ningún renglón que preceda a Py.
Generalización universal. G.U.
| Línea n   | Py           |                 |                          |
|           | ¯¯¯¯¯¯¯¯¯¯¯¯ | línea de cierre |                          |
| Línea n+a | /\xPx        |                 | G.U. línea n. Conclusión |

Con la condición de que y sea una variable que no ocurre libre ni en /\xPx ni en ninguna hipótesis dentro de cuyo alcance se encuentra Py
Negación de un cuantificador N.C.
| /\xPx    |  | ¬xPx   |  | x¬Px   |  | ¬x¬Px  |                       |
| ======   |  | ====== |  | ====== |  | ====== | Doble línea de cierre |
| ¬\/x ¬Px |  | \/x¬Px |  | ¬\/xPx |  | \/xPx  |                       |

Principio de identidad Id.
Identidad: Px
| y = x |  | ¬Px        |  | y = x   |  | p       |                 |
| ¯¯¯¯¯ |  | ¯¯¯¯¯      |  | ¯¯¯¯¯   |  | ¯¯¯¯¯   | Línea de cierre |
| ├ Py  |  | ├ ¬(y = x) |  | ├ x = y |  | ├ x = x |                 |

## Cálculo de relaciones
En algunas ocasiones la validez de un argumento reside en las relaciones que una o varias proposiciones establecen entre varios individuos.
Así la relación “ser más grande que” fundamenta un argumento claramente válido:
Antonio es más grande que Pepe, y Pepe es más grande que Juan. Luego Antonio es más grande que Juan.
Simbolización
Sea la relación
R = ser más grande que;
a = Antonio;
p = Pepe
Rap        Simboliza la proposición Antonio es más grande que Pepe.
Nota importante: Es fundamental la consideración del orden de las constantes o variables de la relación. No es lo mismo Rab que Rba como se comprende fácilmente. Aun cuando pueda haber relaciones en las que el orden no varía la relación lógica, por ejemplo “ser igual a”.
Sea ahora el argumento anteriormente considerado, donde 
R = ser más grande que;     a = Antonio;     p = Pepe;     j = Juan
El esquema de inferencia consecuente sería:
(Rap /\ Rpj) → Raj
Que nos da la forma de un esquema de inferencia basado en relaciones.
Clases de proposiciones
En función del número de los individuos entre los que se da la relación:
Diádicas, triádicas, tetrádicas…….
Diádica Raj Antonio es amigo de Juan
Triádica:    Rsmv Segovia está entre Madrid y Valladolid
Tetrádica:   Ramjc Antonio cambió la moto a Juan por un coche 
Funciones proposicionales
Si sustituimos las constantes individuales por variables de individuos tendríamos:
Rxy Rxyz Rwxyz
Proposiciones generales y cuantificadores
Salta a la vista la dificultad que encierra el manejo de tantas variables y sus cuantificadores;  por eso simplificamos la consideración a relaciones binarias.
Para ejemplificación de las proposiciones consideramos la relación A = amar a
/\x /\y Axy Todo ama a todo
/\y /\x Axy Todo es amado por todo
\/x \/y Axy Algo ama a algo
\/y \/x Axy Algo es atraído por algo
/\x /\y Axy Nada ama cosa alguna
/\y /\x Axy Nada es amado por cosa alguna
Teniendo en cuenta las posibles conectivas entre variables y cuantificadores la simbolización requiere un análisis lógico complejo del lenguaje, teniendo en cuenta que no siempre es necesario explicitar relaciones cuando éstas no intervienen en la forma lógica del argumento.
La simbolización, debido a la ambigüedad del lenguaje, y a veces al contenido de las mismas relaciones,  no siempre es clara ni convincente a la hora de determinar el sentido lógico de la expresión lingüística simbolizada en proposiciones lógicas. Por eso a modo de ejemplo simbolizamos:
Consideremos la expresión: Algún golfista aficionado gana a todos los profesionales.
Consideraremos el caso de “alguno que es aficionado” = \/x Ax;   /\y = Todos los que son profesionales;  y G = ganar a.
Analizamos la expresión:
\/x {(x es un aficionado) /\ (x puede ganar a todos los profesionales)}
y luego como:
\/x {(x es un aficionado) /\  /\y (Si y es profesional --> (x gana a y)} 
lo que usando nuestras simbolizaciones:
\/x {Ax /\ /\y (Ay --> Gxy)}
Es evidente que la práctica hace innecesarios los pasos intermedios.
Reglas de cálculo
No es necesario introducir nuevas reglas para tratar los argumentos que incluyen relaciones. La lista de reglas del cálculo proposicional y cuantificacional posibilita tratar todos los argumentos relacionales, si bien la reducción de las proposiciones a unidades proposicionales a las que se puedan aplicar las reglas es realmente complicado.